# ويليام والتون باترورث
ويليام والتون باترورث (بالإنجليزية: William Walton Butterworth) هو دبلوماسي أمريكي، ولد في 7 سبتمبر 1903 في نيو أورلينز في الولايات المتحدة، وتوفي في 31 مارس 1975.

## وصلات خارجية
- ويليام والتون باترورث على موقع مونزينجر (الألمانية)
- ويليام والتون باترورث على موقع إن إن دي بي (الإنجليزية)